# Jean Alley
Alice Hallé dite Jean Alley, née le 13 mars 1885 dans le 9e arrondissement de Paris et morte le 1er juillet 1974 à l'hôpital Henry-Dunant dans le 16e arrondissement de Paris, est une écrivaine, dramaturge et scénariste française;

## Biographie
Active entre 1925 et 1970, Jean Alley était l'épouse de Simon Jean Cerf (1887-1963), avocat et homme d'affaires, qui fut notamment le conseil du producteur Bernard Natan. Elle fut une proche de Jean-Michel Frank, d'Henri Jeanson, de Violette Leduc, d'André Malraux, de Paul Léautaud...

## Filmographie
Scénariste
- 1933 : Le Jugement de minuit d'Alexandre Esway et André Charlot
- 1933 : Une fois dans la vie[10] de Max de Vaucorbeil, dialogue
- 1936 : Les Jumeaux de Brighton de Claude Heymann, dialogue

## Théâtre
- Parce que !, pièce en trois actes de Jean Alley, Théâtre des Mathurins, Paris, 29 décembre 1925 ; Librairie théâtrale, 1926
- Sans façons, opérette en 3 actes de Jean Alley, musique Georges Auric, Théâtre Daunou, Paris, 24 avril 1929
- Argent comptant d'Yvan Noé et Jean Alley, Théâtre des Mathurins, Paris, 11 décembre 1933

## Publications
- Jean Alley, Échec, précédé de Journal d'une vierge et de Journal de Bettina, préface de Paul Léautaud, Éditions du Bélier, 1946
- Robert et Clara Schumann, Lettres d'amour, traduit de l'allemand par Marguerite et Jean Alley, Paris, Corrêa, 1948 ; réédition, Buchet-Chastel, 1987
- Marguerite et Jean Alley. Une amitié passionnée : Clara Schumann-Brahms,  Paris, Robert Laffont, 1955 (correspondance échangée entre Clara Schumann et Johannes Brahms de 1853 à 1896, avec quelques lettres de Robert Schumann)
- Maurice Sachs, Lettres, préface de Jean Alley, Le Bélier. 1968

## Pièces radiophoniques
- Sur trois côtes, 1956
- La Vestale, comédie policière, 1956
- Dent pour dent, 1958
- Aucune espèce de raison, 1959
- Le Déjeuner John's, 1959
- Trop de zèle, 1959
- Cueille le jour, 1960
- Drôle de ruine !, comédie, 1960
- Robert et Clara ou les Hallucinations de Schumann, évocation, 1960
- Les inconstances de Monsieur de Constant, 1961
- La Note cinglante, comédie, 1961
- Le Piège ou le Mariage de Mozart, comédie, 1961
- Vous m'avez donné le coup mortel !, 1961
- Bertrand Duguesclin II, comédie, 1962
- Connaître et méconnaître, 1962
- Fiordiligi, comédie, 1962
- Des parents modèles, comédie, 1963
- Le Héros d'Halicarnasse, 1963
- Sérénade à trois, comédie, 1963
- L'Orage d'Alexandre Ostrovski, 1970